# 查拉姆
查拉姆（波斯語：‎）是伊朗的城市，位於該國西南部札格羅斯山脈西部，由科吉盧耶－博韋艾哈邁德省負責管轄，距離首府亞蘇季75公里，海拔高度747米，2017年人口17,213。